# Gallneukirchen
Gallneukirchen là một đô thị ở bang Thượng Áo, nước Áo. Đô thị này thuộc huyện Urfahr-Umgebung, dân số là 6281 người (cuối năm 2005).
Gallneukirchen nằm ở độ cao 337 m tại phần thấp hơn của Mühlviertel. 